# Andrej Petrovski
Pour les articles homonymes, voir Petrovski.
Andrej Petrovski, né le 18 avril 1996 à Koumanovo, est un coureur cycliste macédonien.

## Biographie
Andrej Petrovski commence le cyclisme à l'âge de dix ans dans son pays natal. Il déménage ensuite avec sa famille en Allemagne. Son père est lui-même un entraîneur de cyclisme. 
En 2014, il rejoint l'équipe du Centre mondial du cyclisme. Il est le premier coureur à représenter la Macédoine lors des championnats du monde de cyclo-cross. Il court dans la catégorie juniors et termine à la 32e place. Peu de temps avant, il avait pris part à la dernière manche de coupe du monde de cyclo-cross à Nommay.
En 2015, il remporte le Prix de Cuiseaux, course du calendrier amateur français. La même année, il termine dixième du Tour d'Ankara en Turquie. En cours de saison 2016, il rejoint l'UC Monaco. En mai 2017, sous les couleurs monégasques, il obtient la médaille de bronze lors des Jeux des petits États d'Europe.
En 2018, il intègre le club allemand 0711/Cycling. Au mois de juin, il est sacré double champion de Macédoine, de la course en ligne et du contre-la-montre. 
Au mois d'aout 2020, il se classe vingt-sixième du championnat d'Europe du contre-la-montre à Plouay dans le Morbihan.

## Palmarès
- 2014
  - 2e du Trofej Skopje
- 2015
  - Prix de Cuiseaux
- 2017
  -  Médaillé de bronze de la course en ligne des Jeux des petits États d'Europe
- 2018
  -  Champion de Macédoine sur route
  -  Champion de Macédoine du contre-la-montre
  - Trofej Kuči :
    - Classement général
    - 1re et 2e étapes
- 2019
  -  Champion de Macédoine du Nord sur route
  -  Champion de Macédoine du Nord du contre-la-montre
  - Tour du Monténégro :
    - Classement général
    - 3e étape
- 2021
  -  Champion de Macédoine du Nord du contre-la-montre
- 2022
  -  Champion de Macédoine du Nord sur route
  -  Champion de Macédoine du Nord du contre-la-montre
- 2025
  - 3e du championnat de Macédoine du Nord sur route

## Classements mondiaux
| Année                                 | 2016  | 2017 | 2018 | 2019 | 2020 | 2021  | 2022 | 2023 | 2024  |
| ------------------------------------- | ----- | ---- | ---- | ---- | ---- | ----- | ---- | ---- | ----- |
| Classement mondial                    | 2880e | nc   | 938e | 921e | nc   | 1319e | 737e | nc   | 2627e |
| UCI Europe Tour                       | 1895e | nc   | 570e | 670e | nc   | 949e  | 562e | nc   | nc    |
|                                       |       |      |      |      |      |       |      |      |       |
| Légende : nc = non classéSource : UCI |       |      |      |      |      |       |      |      |       |